# GAI (ген)
GAI, также известный как GA INSENSITIVE — ген растения Arabidopsis thaliana.
Кодирует транскрипционный фактор. Подавляет другие трансфакторы, которые участвуют в ответе растения на гиббереллины. Относится к семейству белков DELLA, которые блокируют транскрипционные факторы, останавливая пролиферацию и рост растения. После поступления в клетку гиббереллинов этот белок убиквитнируется и деградирует в 26S протеосоме.

## Внешние ссылки
- PubMed Search